# Leucopogon strongylophyllus
Leucopogon strongylophyllus är en ljungväxtart som beskrevs av Ferdinand von Mueller. Leucopogon strongylophyllus ingår i släktet Leucopogon och familjen ljungväxter. Inga underarter finns listade i Catalogue of Life.